# Присмехулници
 Тази статия е за рода птици.  За общоприетото наименование вижте Присмехулник.  
Присмехулниците (Hippolais) са род средно големи пойни птици от семейство Acrocephalidae. Разпространени са в Европа, Африка и Западна Азия. Три вида се срещат и в България. Обитават гористи местности, паркове и градини. Присмехулниците са насекомоядни, но понякога се хранят и с дребни плодове и семена. Сезонно мигриращи птици. Размножават се в Европа, Северна Африка и Западна Азия, зимуват в Субсахарна Африка и Азия.

## Видове
Родът обединява следните видове присмехулници:
- Hippolais languida – Пустинен присмехулник
- Hippolais olivetorum – Голям маслинов присмехулник
- Hippolais polyglotta – Бъбрив присмехулник
- Hippolais icterina – Градински присмехулник